# Árbol de 100 Gecs
El árbol de 100 Gecs (en inglés 100 gecs tree, también apodado Gecca) es un pino ponderosa ubicado en Des Plaines, Illinois, en los Estados Unidos. Apareció en la portada del álbum 1000 Gecs de 2019 del dúo musical estadounidense 100 Gecs, y desde entonces se ha convertido en una atracción popular para los fanáticos del dúo.

## Historia
El dúo estadounidense 100 Gecs lanzó su álbum debut, 1000 Gecs, en 2019. La portada del álbum presentaba al dúo, de la cercana Chicago, con la cabeza inclinada hacia el árbol y de espaldas a la cámara. Las coordenadas del árbol se identificaron más tarde en Google Maps, lo que llevó a numerosos fanáticos de la banda a realizar «peregrinaciones» al árbol.

### Peregrinación de aficionados
A partir de 2020, el árbol figuraba como un «lugar de culto» de 4,9 estrellas, con cientos de reseñas en Google Maps y un «museo de arte» en Yelp. Los fanáticos que visitaban el árbol a menudo dejaban ofrendas, incluidas latas de Monster Energy, cigarrillos, pruebas de embarazo, un desatascador y «otros desechos de la cultura pop». Se establecieron conexiones entre el árbol y la cercana casa de American Football, ambos lugares de peregrinación musical y «cosas mundanas en medio de Illinois».

## Controversia
El árbol está ubicado en una propiedad privada, como parte de un complejo de oficinas en Des Plaines propiedad de una subsidiaria de Acuity Brands. Guardias de seguridad del complejo han pedido a los visitantes que agilicen sus visitas y no dejen ningún artículo detrás. Circuló un rumor en línea de que el equipo de mantenimiento del complejo podría talar el árbol debido a la frustración por la cantidad de fanáticos que ingresaban a la propiedad y dejaban basura, pero un administrador de instalaciones de la propiedad lo negó.